# Acid Orange 15
C.I. Acid Orange 15 ist eine chemische Verbindung aus der Gruppe der Azinfarbstoffe und gehört zur anwendungstechnischen Gruppe der Säurefarbstoffe.

## Darstellung
Durch die Sulfierung von Rosindon mit rauchender Schwefelsäure ist das monosulfierte Produkt zugänglich.
Wird C.I. Acid Red 103 mit Wasser oder verdünnte Säuren unter Druck und Hitze umgesetzt erhält man unter Abspaltung der Anilin-2,4-disulfonsäure Acid Orange 15.

## Eigenschaften
Die Alkali- und Ammoniumsalze des Farbstoffs kristallisieren in goldglänzenden Blättchen, die in kaltem Wasser schwerlöslich sind und sich in heißem Wasser leicht lösen.

## Verwendung
C.I. Acid Orange 15 kann zum Färben von Wolle und Seide verwendet werden.

## Externe Links zu erwähnten Verbindungen
1. ↑  Externe Identifikatoren von bzw. Datenbank-Links zu Azocarmin B:  CAS-Nr.: 25360-72-9, EG-Nr.: 246-897-4, ECHA-InfoCard: 100.042.620, PubChem: 6099365, ChemSpider: 3578780, Wikidata: Q27159446.
2. ↑  Externe Identifikatoren von bzw. Datenbank-Links zu Anilin-2,4-disulfonsäure:  CAS-Nr.: 137-51-9, EG-Nr.: 205-299-3, ECHA-InfoCard: 100.004.818, PubChem: 67304, ChemSpider: 60636, Wikidata: Q27894499.